# 你已藏在我心底
《你已藏在我心底》（日语：きみが心に棲みついた）是日本漫畫家天堂麒麟（天堂きりん）所創作的漫画作品。於《Kiss PLUS》（講談社）2011年3月号至2013年9月号連載了16話之後，移至《FEEL YOUNG》（祥伝社）上連載，原書名多加上了「S」，於2013年11月号開始連載。標題的S有「Sacrifice (犧牲) 」的意思。
《你已藏在我心底》單行本全3卷、《你已藏在我心底S》出至8卷。
2018年1月改編成電視劇。

## 劇情簡介
女主角小川今日子自幼性情軟糯、一緊張便有口吃的毛病。她於大學時代與前輩星名漣有著剪不清、理還亂的關係，被對方深深傷害，至今仍受創傷後壓力症之苦。另一方面，星名對她所說的一句「保持這樣就好了」，卻成為了她的救贖。多年後，今日子於內衣公司工作，並在同事半推半就下參加了聯誼，認識了愛說教的漫畫編輯吉崎幸次郎。今日子鼓起勇氣向吉崎告白，兩人也開始交往。與此同時，星名也轉職至今日子任職的公司，兩人的再會也成為了今日子的惡夢...

## 登場人物

### 主要人物
小川今日子
28歲的OL、於內衣製造公司的材料科工作。對自己沒有自信、總是隨波逐流的悲觀主義者。由於在緊張時會有口吃的毛病，於大學時代被戲稱為今慌子。被母親信子處處拿來和妹妹對比。於大學時代，被前輩星名漣一句「保持這樣就好了」(そのままでいい)所拯救，無可救藥地愛上星名。為他付出所有的結果卻是遍體鱗傷。多年來綁著辮子狀的圍巾。多年後加入內衣製造業。主動向於聯誼認識的吉崎幸次郎告白，在兩人開始走近時與星名重遇，兩人再度糾纏不清。
10年後與吉崎結婚，育有小學二年級的兒子幸太，並加入了堀田創立的內衣公司，可說是家庭事業兩得意。
吉崎幸次郎
出版社講英館的編輯。起初對於聯誼邂逅的今日子印象不佳，並向對方說教了一番。其後態度日益軟化，兩人慢慢開始互相理解。被妒忌的星名多番針對。
星名漣
轉職至今日子企業的新董事總經理。今日子大學時代的前輩、也是導致她深受創傷的罪魁禍首。人前是個爽朗的好青年，在今日子面前卻會展示腹黑、城府甚深的一面。以傷害今日子為樂。兩人之間沒有肉體關係。
小學時代被同學霸凌、是母親和情夫所生的不倫之子，被父親冷待。小學五年級時在母親懇求下整形，自此開始養成表裏不一的性格。中學時親手殺害母親的不倫對象，母親代其定罪而入獄。有著不堪回首的過去，最後消失於今日子面前。

### 今日子身邊的人物
堀田麻衣子
今日子工作的公司的設計師，信任今日子對素材的眼光。
八木泉
今日子工作的公司的設計師，堀田的同期，負責男裝內衣設計。起初多次苛責不中用的今日子，但最後認同她的努力。
飯田彩香
於內衣製造公司的材料科工作、今日子的後備。在星名的唆使下與今日子競爭新企劃的領導位置。與星名開始交往，卻因為偶爾發現星名的過去而被星名甩掉。懷疑今日子與星名交往並妒火中燒，將今日子進入星名公寓的照片寄給吉崎，直接導致兩人分手。最後精神崩潰而入院、辭職並回到福島的老家。
10年後成為營養師並於幼稚園工作，並與該幼稚園畢業的棒球選手夏井交往、結婚。

### 吉崎身邊的人物
鈴木次郎
吉崎擔當的漫畫家，起初認為看似完美的星名十分可疑。自星名介紹假裝成自己粉絲的牧村後便疑心盡消。
為未
吉崎的後輩，單戀吉崎。

### 星名身邊的人物
牧村英二
星名的大學同學，小學時與整形前的星名已是同學，更是霸凌他的其中一人。在星名的威迫利誘下，今日子發生首次性行為的對象，以此為代價同意不揭穿星名整形一事。現為東京都內酒吧的調酒師。向星名借錢而為其所用。
星名郁美
星名的母親，育有祥子和漣兩個孩子。讓星名整容而直接導致其性情扭曲。由於多次出軌，與丈夫關係很差。在星名殺害自己的出軌對象後為其頂罪而入獄多年。出獄後則過著獨居的日子。

## 出版書籍

### 你已藏在我心底
單行本
| 卷數 | 講談社         | 講談社                 | 東立出版社     | 東立出版社             |
| 卷數 | 發售日期       | ISBN                   | 發售日期       | ISBN                   |
| ---- | -------------- | ---------------------- | -------------- | ---------------------- |
| 1    | 2012年1月13日  | ISBN 978-4-06-376181-8 | 2013年10月16日 | ISBN 978-986-332-273-3 |
| 2    | 2012年10月12日 | ISBN 978-4-06-376710-0 | 2014年1月21日  | ISBN 978-986-332-274-0 |
| 3    | 2013年8月12日  | ISBN 978-4-06-376855-8 | 2014年11月19日 | ISBN 978-986-337-504-3 |

文庫版
| 卷數 | 祥傳社         | 祥傳社                 |
| 卷數 | 發售日期       | ISBN                   |
| ---- | -------------- | ---------------------- |
| 上   | 2017年11月20日 | ISBN 978-4-396-76719-8 |
| 下   | 2017年11月20日 | ISBN 978-4-396-76720-4 |

### 你已藏在我心底S
| 卷數 | 祥傳社        | 祥傳社                 |
| 卷數 | 發售日期      | ISBN                   |
| ---- | ------------- | ---------------------- |
| 1    | 2014年6月7日  | ISBN 978-4-396-76608-5 |
| 2    | 2014年12月8日 | ISBN 978-4-396-76626-9 |
| 3    | 2015年8月15日 | ISBN 978-4-396-76650-4 |
| 4    | 2016年4月8日  | ISBN 978-4-396-76669-6 |
| 5    | 2017年2月8日  | ISBN 978-4-396-76697-9 |
| 6    | 2018年1月20日 | ISBN 978-4-396-76724-2 |
| 7    | 2018年3月16日 | ISBN 978-4-396-76730-3 |
| 8    | 2019年3月8日  | ISBN 978-4-396-76762-4 |
| 9    | 2020年2月7日  | ISBN 978-4-396-76782-2 |

## 電視劇
2018年1月16日起於日本TBS電視台火10時段（22:00 - 22:54，JST）播出的電視連續劇，改編自同名漫畫，由吉岡里帆主演。此劇為吉岡里帆個人初次主演連續劇。

### 登場人物
主要人物
- 小川今日子〈27〉：吉岡里帆（香港配音：魏惠娥）

內衣公司的材料課員工。自小因母親只偏愛妹妹，致使自我評價低落，時常一副戰戰兢兢的慌張模樣，綽號為「今慌子」。
- 吉崎幸次郎〈32〉：桐谷健太（香港配音：張方正）

在出版社上班的漫畫雜誌編輯，擁有作家的夢想但從不對外人提起。誠實率直的性格吸引了今日子，使今日子想改變自己。
- 星名漣〈32〉：向井理（香港配音：曹啟謙）

讓今日子無法忘懷的大學學長。畢業後在商社就職，因公司緣故與今日子重逢後，用盡手段設法不讓今日子再度離開自己。
Lapoire
- 堀田麻衣子〈38〉：瀨戶朝香（香港配音：鄭麗麗）

設計師。
- 飯田彩香〈27〉：石橋杏奈（香港配音：成瑤孆）
- 八木泉〈38〉：鈴木紗理奈（香港配音：謝潔貞）

設計師。
- 白崎達夫〈45〉：長谷川朝晴（香港配音：劉昭文）

材料課課長。
- 稻垣栞里〈29〉：周本繪梨香（香港配音：陳琴雲）
- 池脇久美子：杉本彩（香港配音：陸惠玲）

小川家
- 小川菜穗子：ついひじ杏奈（香港配音：羅孔柔）
- 小川信子：中島ひろ子（香港配音：許盈）

其他
- 成川映美〈29〉：中村杏（香港配音：詹健兒）
- 為末れいか〈25〉：田中真琴（香港配音：廖杏茵）
- 牧村英二〈32〉：山岸門人（香港配音：張裕東）
- 八幡俊輔：永岡佑（香港配音：李凱傑）
- 小野寺麗子：小林惠美（香港配音：何寶珊）
- 市之瀨高史：西村元貴（香港配音：李震權）
- 谷山祥子：星野園美（香港配音：曾秀清）
- 飯田的伯父：日野陽仁（香港配音：朱子聰）
- 東城：新井康弘（香港配音：盧國權）
- 鈴木次郎：室剛（香港配音：劉奕希）

### 製作人員
- 原作：天堂麒麟
- 編劇：吉澤智子、德尾浩司
- 導演：福田亮介、水田成英、金子文紀、棚澤孝義
- 配樂：出羽良彰
- 主題歌：E-girls「Pain, pain」（rhythm zone）
- 插曲： MONDO GROSSO「偽りのシンパシー」Vocal:アイナ・ジ・エンド（BiSH）（cutting edge）
- 編審：磯山晶、池田尚弘、中島啓介
- 製作人：佐藤敦司
- 製作：DREAMAX TELEVISION（日语：ドリマックス・テレビジョン）、TBS電視台

### 播放日程
| 第1話                                                   | 1月16日 | 冬之戀是三角形！戀愛運不好之女x超級誠實男x支配男之戀 | 吉澤智子 | 福田亮介 | 9.4% |
| 第2話                                                   | 1月23日 | 歡迎會上的大戰！愛情終結者×方言萌之女                | 吉澤智子 | 福田亮介 | 8.5% |
| 第3話                                                   | 1月30日 | 醒來的廢女！ 那男人的黑暗很深...                     | 德尾浩司 | 福田亮介 | 8.4% |
| 第4話                                                   | 2月06日 | 最低男が大パニック 誠実男の宣戦布告!                 | 德尾浩司 | 水田成英 | 7.0% |
| 第5話                                                   | 2月13日 | 大好きです!BBQでキス&ガチバトル                      | 德尾浩司 | 水田成英 | 7.0% |
| 第6話                                                   | 2月20日 | 好きが爆発する2人 過去の恋に勝てる!?                 | 德尾浩司 | 福田亮介 | 6.9% |
| 第7話                                                   | 2月27日 | 下劣男に神の制裁!?ついに結ばれる2人                  | 吉澤智子 | 金子文纪 | 6.5% |
| 第8話                                                   | 3月 6日 | 最後のデート…悪魔の告白と涙のキス!                   | 德尾浩司 | 棚澤孝義 | 7.9% |
| 第9話                                                   | 3月13日 | 復讐のパワハラ裁判 彼と決別する誕生日                | 德尾浩司 | 水田成英 | 7.0% |
| 最終話                                                  | 3月20日 | 最後の決断…貴方に恋をしてよかった                    | 吉澤智子 | 福田亮介 | 8.3% |
| 平均收視率7.69%（收視率由Video Research於關東地區統計） |         |                                                      |          |          |      |